# Kedai Kandang
Kedai Kandang is een bestuurslaag in het regentschap Aceh Selatan van de provincie Atjeh, Indonesië. Kedai Kandang telt 476 inwoners (volkstelling 2010).